# Блосий
Гай Блосий (2 век пр.н.е.), според Плутарх, философ и ученик на философа-стоик Антипатър от Тарс. Произхожда от град Куме в Кампания, Италия, който (заедно с гръцкия оратор, Диофан) подбужда римския трибун Тиберий Гракх да продължи движението за поземлена реформа от името на плебеите. Тиберий бил обвинен от политическите си опоненти, че се опитва да предизвика народно въстание, и да се коронован за император. В крайна сметка, той е убит, а тялото му хвърлено в река Тибър.
След смъртта на Тиберий Гракх, Блосий е разпитван от консулите по въпроса. Признава, че би направил всичко, което Тиберий поиска. На въпросът им „Какво бихте направили, ако Тиберий заповяда да се изгори Капитолий?“, той отговоря, че Тиберий никога не би дал такава заповед. След натиска, заявява, че Тиберий би поръчал нещо подобно само ако е в интерес на римляните. След това е освободен. Блосий отива в провинция Азия, където участва във воденото от претендента за престола в Пергам, Аристоник, народно въстание срещу Рим. След поражението на Аристоник през 130 пр.н.е, Блосий се самоубива.